# Charnizay
Charnizay – miejscowość i gmina we Francji, w Regionie Centralnym, w departamencie Indre i Loara.
Według danych na rok 1990 gminę zamieszkiwało 557 osób, a gęstość zaludnienia wynosiła 11 osób/km² (wśród 1842 gmin Regionu Centralnego Charnizay plasuje się na 638. miejscu pod względem liczby ludności, natomiast pod względem powierzchni na miejscu 77.).